# Interactive Television Entertainment
Pour les articles homonymes, voir ITE.
Interactive Television Entertainment (ITE) est une société de production danoise créée en 1988 sous le nom SilverRock Productions. Elle a été rebaptisée en 1992. Elle est principalement connue pour l'émission Hugo Délire qui a mis en lumière le personnage de Hugo devenu moteur d'une franchise médiatique. La société produit et édite les jeux de la série Hugo et Agent Hugo.
En 2002, ITE est achetée par Olicom A/S. La société est fermée en 2006 et ses avoirs sont rachetés en 2010 par NDS Denmark.